# 美術館通り (呉市)

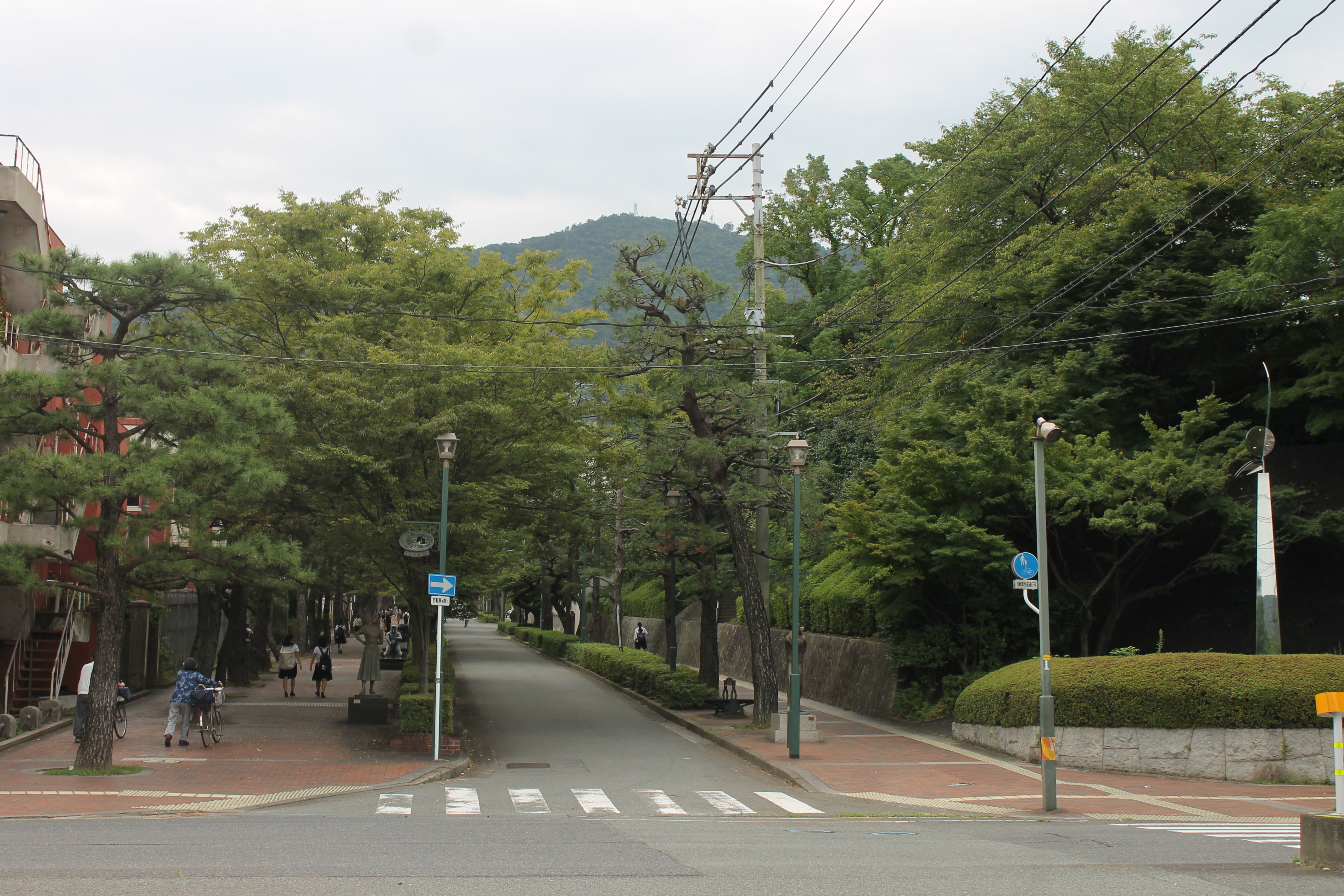
起点側

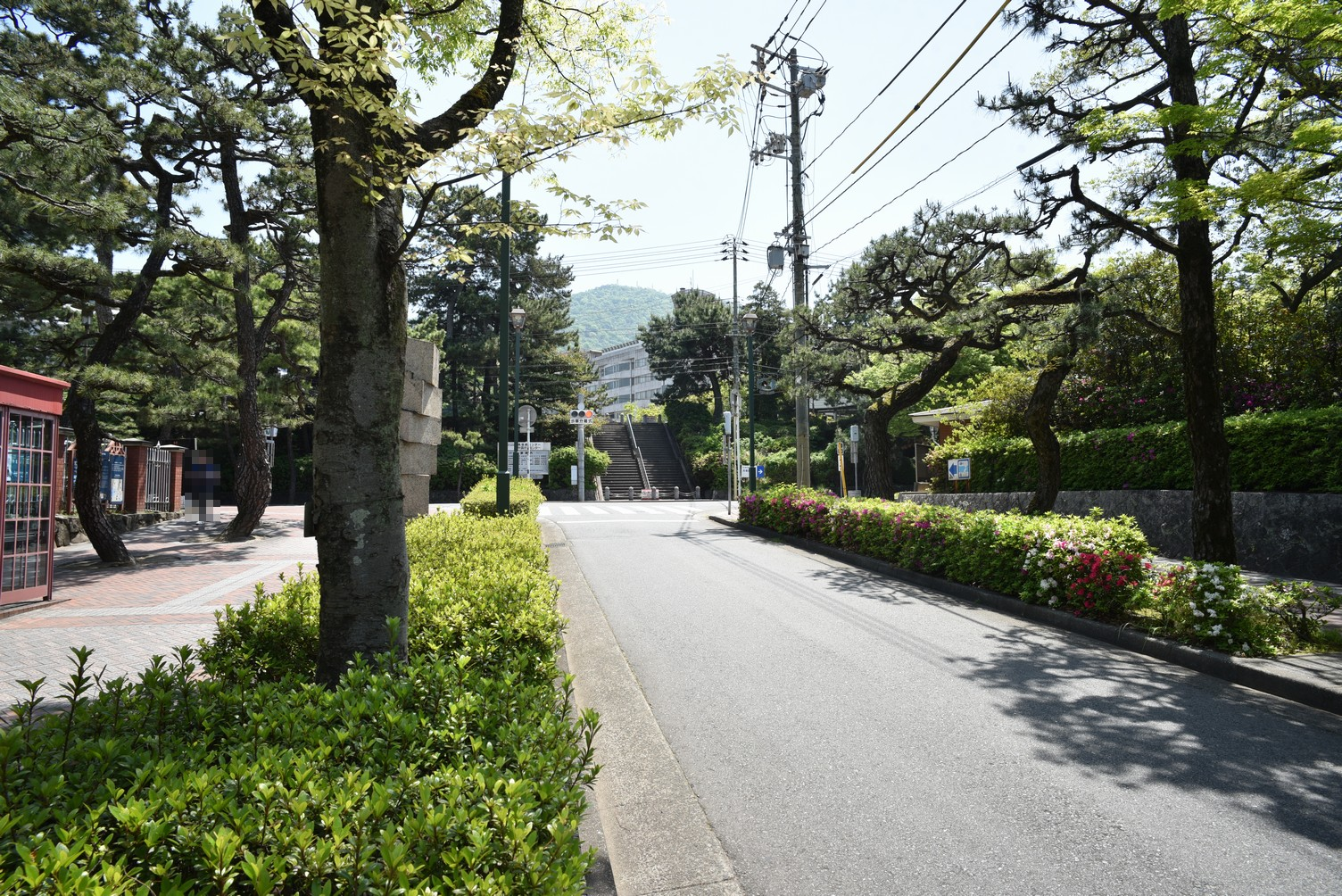
終点側

美術館通り（びじゅつかんどおり）は、広島県呉市にある約200mの通り。起点側である呉市中心部側（国道487号）から終点側である国立病院機構呉医療センターへの一方通行。

## 概要
1981年（昭和56年）整備、名称は1987年（昭和62年）公募で決定。法令上の路線名は、呉市道幸町3号線である。
呉市幸町入船山公園内の呉市立美術館の南側を通るゆるやかな坂道で、美術館開館にあたり整備され美術館外観と合わせた歩道敷や屋外美術が点在する並木道である。
太平洋戦争以前は、呉市市街地と海軍工廠、海軍病院などの旧日本海軍の施設を結ぶ道路であったが、呉市は、1980年（昭和55年）から入船山公園周辺の文化ゾーンの付加価値を高めるため、美術館の建設と美術館前の通りの改築整備に取り組み、芸術性のある散策路に生まれ変わった。このとき、歩道にレンガ調のタイルやブロックを敷き詰め、タウンスクエアから美術館、入船山記念館にかけての約200m区間に、15体の彫刻が並べられた。この通りの愛称を募集したところ、1982年（昭和62年）4月に「美術館通り」に決まった。
軍港として栄えた呉市の歴史的建造物と芸術の香り漂う景観の調和が高く評価され、1987年（昭和62年）8月10日の道の日に、旧建設省と「道の日」実行委員会により制定された、「日本の道100選」に選ばれており、同年建設省（現・国土交通省）手づくり郷土賞（ふれあいの並木道）を受賞している。
呉市中心部からみて東側の休山峰に存在し、周囲は呉鎮守府・呉海軍工廠ゆかりの遺構が存在し海上自衛隊呉基地関連施設がある。

### 路線データ
- 路線名 : 呉市道幸町3号線 [4]
- 起点 : 呉市幸町1番地地先[4]
- 終点 : 呉市青山町10番地地先[4]
- 延長 : 210m [5] (幸町3号線216.5m[4]の一部 )
- 幅員 : 18.5m [5]（最大27.5m、最小16m[4]）

## 歴史
呉は近世までは散村で、1890年（明治23年）呉鎮開府以降に発展した都市である。元々この地は古代から亀山神社が鎮座していたが、呉鎮開府時に接収され司令長官官舎およびその関連施設群（現入船山記念館）が整備された。
この道は中世から近世にかけてここに存在していたかは不明で、近代以降は海軍敷地内にあった道で呉市中心部から呉鎮・呉工廠や呉海軍病院（現国立病院機構呉医療センター）を結ぶ道であった。ただし、戦前の都市計画図などの民間の地図ではこれらの施設は記載されていないため、現存する地図ではこの道の存在を確認することができない。呉軍港空襲での被害状況は不明。
終戦後、旧海軍施設はイギリス連邦占領軍が接収し、のち大蔵省（現財務省）に移管、つまり国有地であった。1966年（昭和41年）この道を含め公園敷地は呉市に無償貸与され、市はこの地を史跡として指定して古名をとって「入船山公園」と名付け、以降呉市が管理していた。さらに、国から譲与を受けた旧指令長官官舎については国から重要文化財として指定を受け、史料館、文書館を増設しながら郷土史料を収集保存・展示し、この翌年である1967年（昭和42年）に入船山記念館として開館している。そして呉市制施行80周年記念事業の一環として呉市立美術館整備が決定され、その前の通りとして同様に1981年（昭和56年）再整備された。2010年（平成22年）旧軍港市転換法に基づき、この道を含めた公園一体は呉市に無償贈与された。

## 路線状況
呉市立美術館前を彩る通りであり、歩道は美術館外観と同色のレンガタイルやレンガブロックが敷き詰められている。また屋外芸術が点在し「芸術の散歩道」の景観を呈する 。以下、沿道の美術作品を列挙する。
| - 工藤健 - トリオソナタ バイオリン - トリオソナタ フルート - トリオソナタ ハープ - 菊竹清文 SKY-SCAPE - 芥川永作 「帰る人」の像 - 圓鍔元規 春うらら - 黒川晃彦 切り株に座って - 関孝行 うでをくむ男 - 山本正道 思い出 - 飯田義国 天の小さな柱（鴎よ！） | - 柳原義達 しゃがむ女 - 茂木弘行 ゆめ - 上田直次 愛に生きる - 水船六洲 斧 - 空充秋 くれの木 - 籔内佐斗司 走る童子とカエル - 高橋秀幸 美の王国の入り口で・・ - 日新製鋼 自然に還る |

沿道の松並木は戦前から植えられたもので、樹齢は400年を超える。

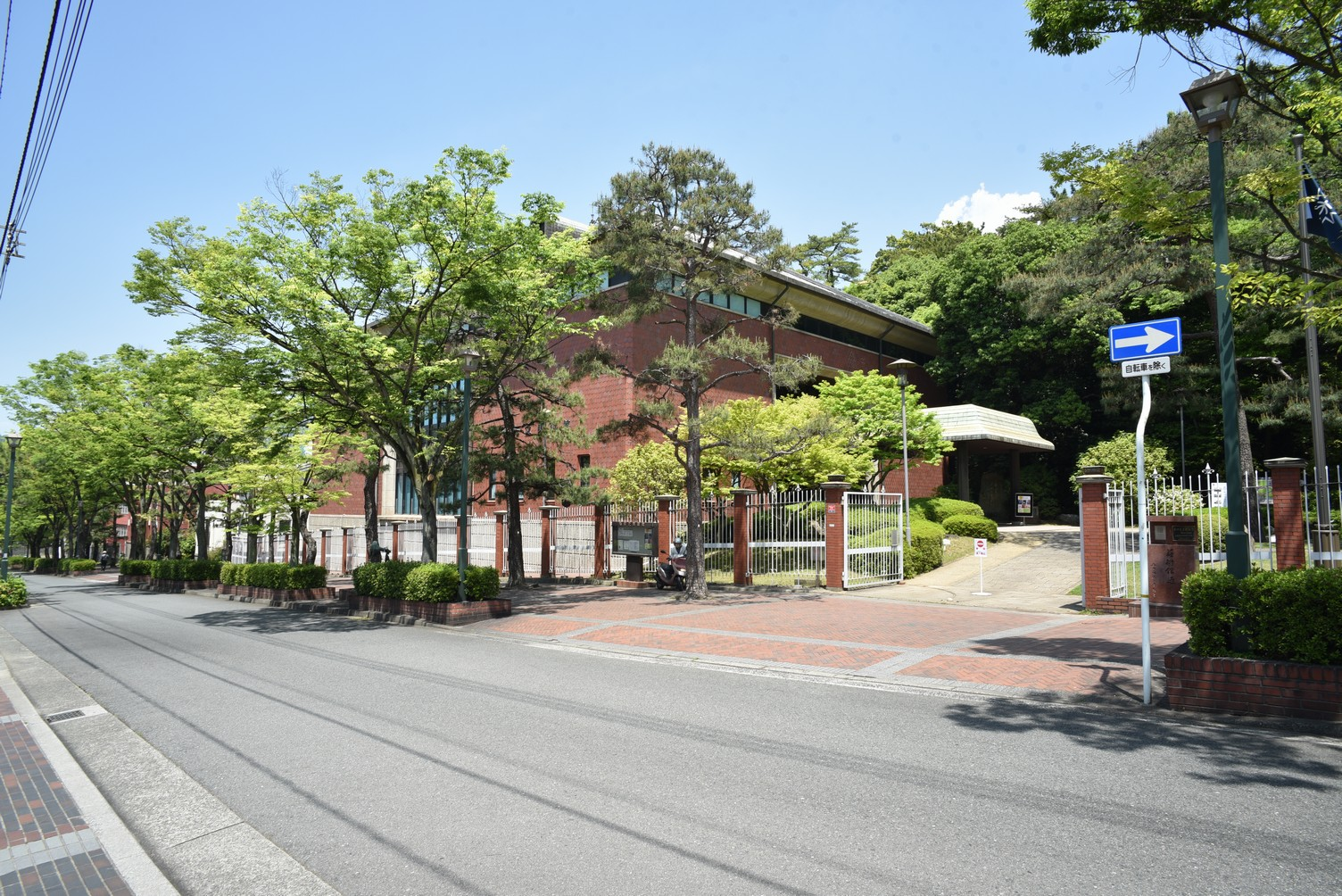
美術館通りと呉市立美術館
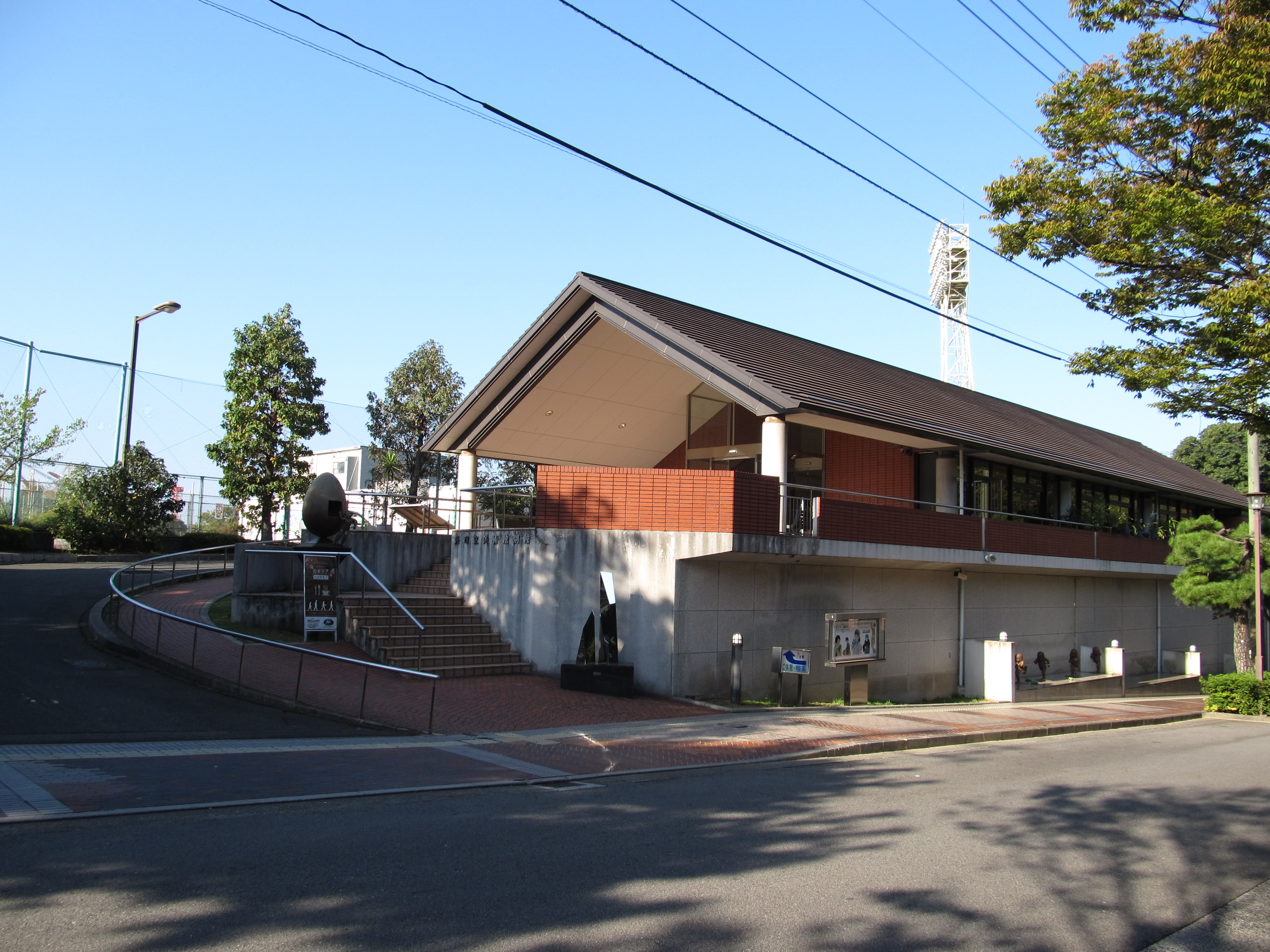
美術館通りと呉市美術館別館

## 地理

### 交差する道路
| 交差する道路    | 交差する道路    | 交差する場所         | 備考 |
| --------------- | --------------- | -------------------- | ---- |
| 国道487号       | 幸町1番地の1    | 海上自衛隊呉集会所前 |      |
| 呉市道幸町1号線 | 青山町10番地の1 | 国立病院前           |      |

### 周辺
- 入船山公園
  - 呉市立美術館
  - 入船山記念館
  - 入船山公園多目的広場
- 海上自衛隊呉基地
- 国立病院機構呉医療センター